# Keniabäumchen
Die Keniabäumchen (Capnella) sind Weichkorallen (Alcyonacea) aus den Korallenriffen des Indopazifik.

## Merkmale
Wie alle Korallen sind es Tierkolonien, die aus vielen Einzelpolypen bestehen. Sie wachsen baumartig verzweigt. Der Einzelpolyp hat wie alle aus der Unterklasse Octocorallia acht gefiederte Fangarme, auch der Gastralraum wird durch acht Längswände (Mesenterien) in acht Kammern geteilt. Die Polypen sitzen an den Enden der „Äste“ und können nicht in den Stamm (Coenenchym) zurückgezogen werden. Kenia-Bäumchen sind von hellbrauner bis grüner Farbe. Sie besitzen wie alle Weichkorallen kein festes Kalkskelett, sondern haben als Festigungselemente kleine, stachelige Kalknadeln (Sklerite) dicht verteilt im ganzen Körper. Ziehen sich Kenia-Bäumchen zusammen, so fühlen sie sich sehr rau an, da die Skleriten durch die Haut drücken. Sie leben in einer Endosymbiose mit einzelligen, symbiotischen Algen (Zooxanthellen), die die Koralle mit Nährstoffen versorgen.

## Vermehrung

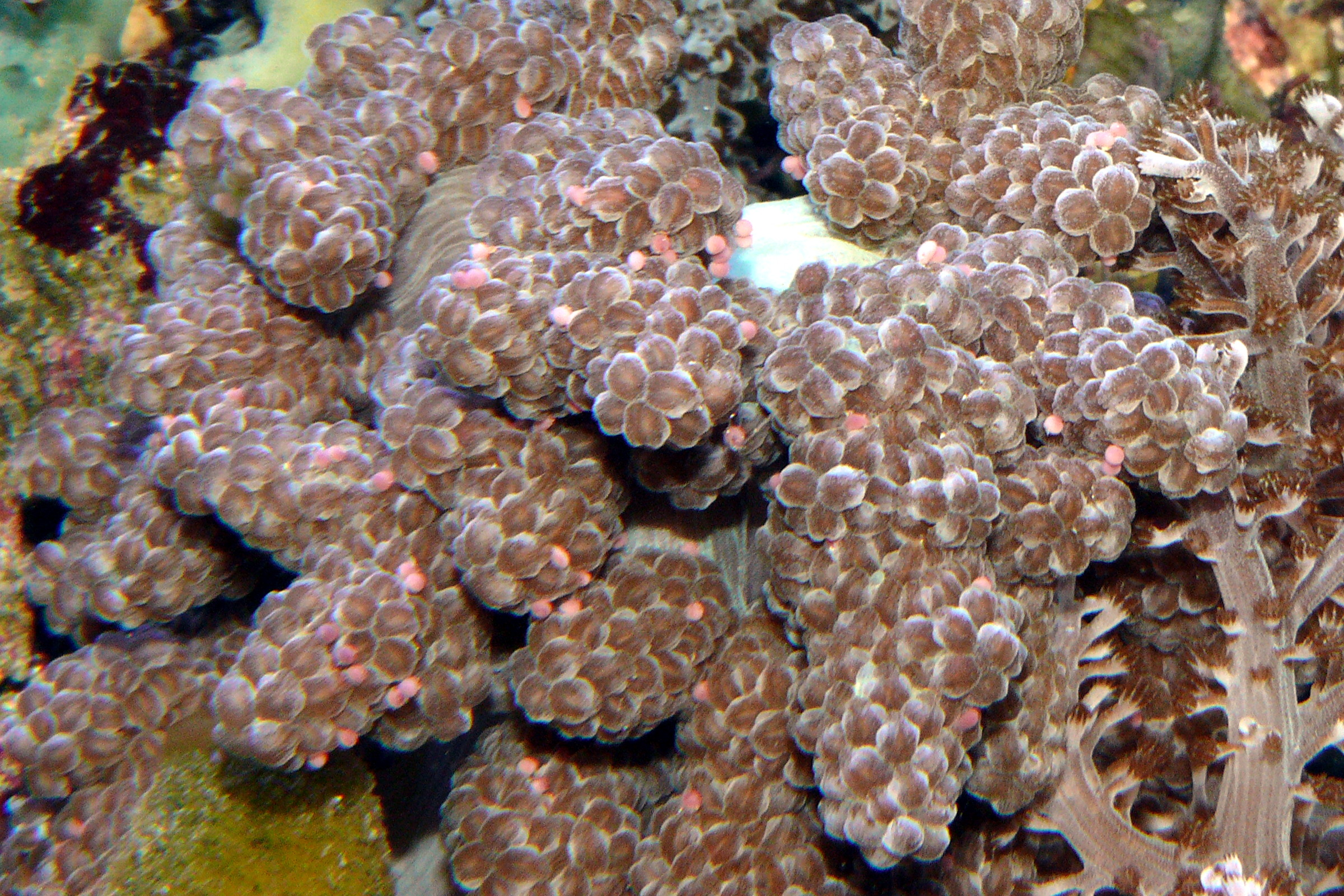
Laichendes Keniabäumchen

Keniabäumchen haben eine ungeschlechtliche Vermehrungsform, bei der ein Ast als Tochterkolonie abgeschnürt wird, sich mit Wasser vollpumpt und sich durch das Wasser treiben lässt, bis ein geeigneter Hartgrund für die Ansiedlung gefunden wurde. Daneben vermehren sie sich durch Abgabe von Spermien und Eizellen in das freie Wasser auch geschlechtlich.

## Aquarienhaltung
Keniabäumchen können in Meerwasseraquarien gehalten werden und sind für Anfänger leichter zu halten als Steinkorallen. Sie vermehren sich rasch und können große Bestände bilden. Man kann sie auch künstlich vermehren, indem man einen Ast mit der Schere abschneidet und ihn an einem Stein befestigt. Er wird schnell anwachsen. Da sie hauptsächlich von der ostafrikanischen Küste exportiert werden erhielten sie ihren deutschen Namen.